# Astronomy Letters
Astronomy Letters (nach ISO 4 abgekürzt Astron. Lett.) ist der Titel der englischen Ausgabe der russischen Fachzeitschrift für Astronomie und Astrophysik Письма в Астрономический журнал (russ. „Briefe an die astronomische Zeitschrift“ [gemeint: die damalige, 1924 gegründete sowjetische Fachzeitschrift Astronomitscheski journal (Астрономический журнал), deshalb damals auch bekannt als Soviet Astronomy Letters], deutsche Umschrift Pisma w Astronomitscheski Schurnal). Die Zeitschrift wird seit 1975 herausgegeben und erscheint monatlich. Es wird jeweils gleichzeitig eine russische und eine englische Version publiziert. Die englische Version wird international von Springer vertrieben.
Die Zeitschrift umfasst Forschung zu allen Aspekten der Astronomie und Astrophysik, einschließlich Hochenergie-Astrophysik, Kosmologie, Weltraumastronomie, theoretische Astrophysik, Radioastronomie, extragalaktische Astronomie, Sternastronomie und Untersuchung des Sonnensystems.